# Yehonatan Yam

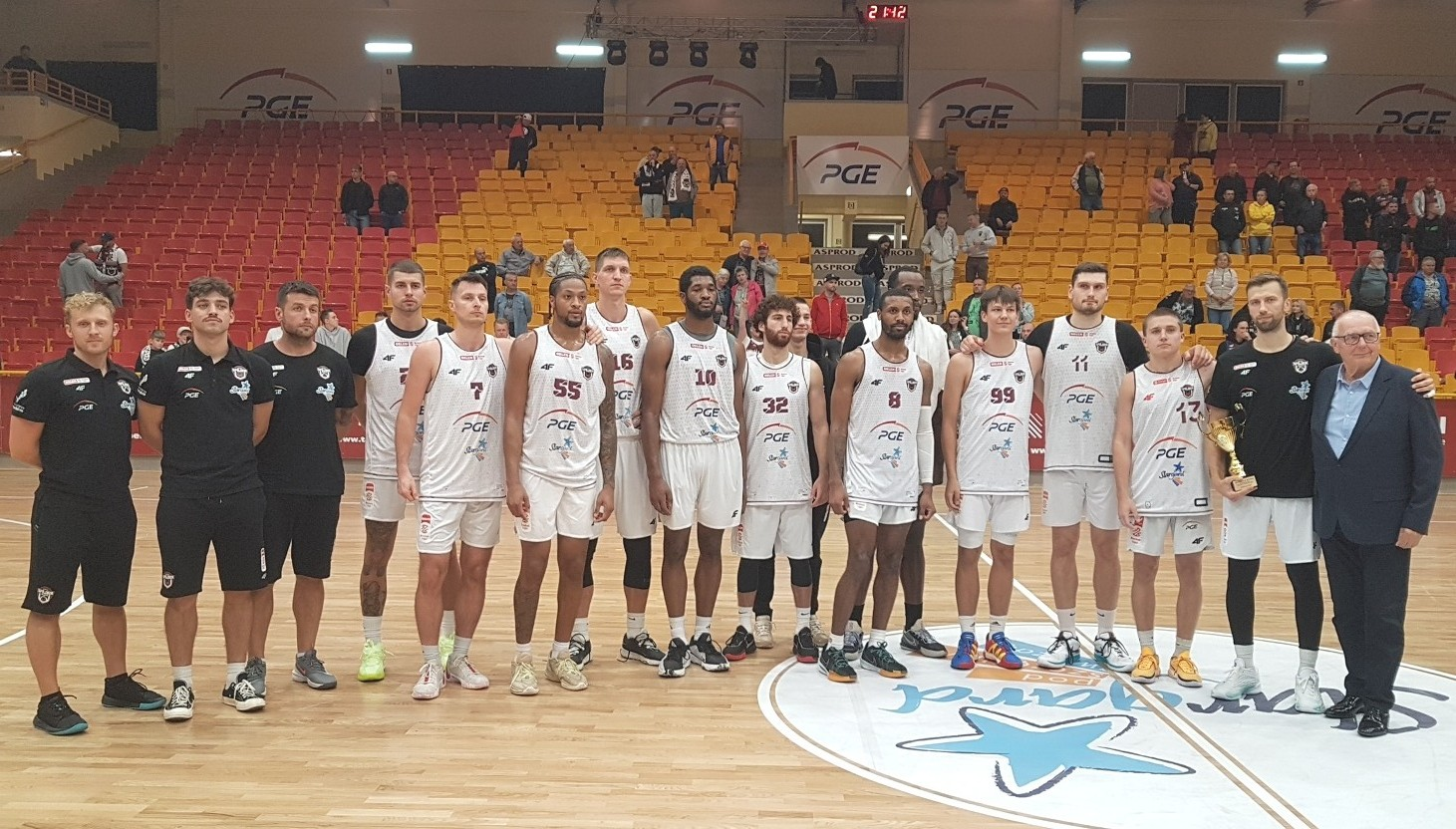
Yehonatan Yam (nr 32) w PGE Spójni

Yehonatan Yam (ur. 2 lutego 1999) – izraelski koszykarz z polskim obywatelstwem, grający na pozycji rozgrywającego, od 16 lipca zawodnik PGE Spójni Stargard.
Yehonatan Yam ma 182 cm wzrostu, 25 lat i jest rozgrywającym. Karierę rozpoczął w młodzieżowej drużynie Maccabi Tel Aviv, gdzie rozgrywał mecze w młodzieżowych rozgrywkach europejskich. Grał w drugiej lidze izraelskiej (Liga Leumit). W latach 2019–2023 rozgrywał mecze dla Ramat Hasharon, gdzie na początku statystycznie miał średnią wynoszącą 3,1 punktu oraz i 1,5 asysty. W trzecim sezonie zdobywał po 6,6 punktu, 3,9 asysty i 3 zbiórki, 35,6% „trójek” oraz 34,6% rzutów z gry. W sezonie 2023/2024 grał w zespole I. Nahariya, gdzie rozegrał 31 meczów i statystycznie zanotował: grał średnio przez 31 minut, średnio zdobywał 13,7 punktu, oddając po ponad 13 rzutów z gry, 33,5% „trójek” (61/182), 84% rzutów wolnych (71/84), 5,8 asysty, 3,7 zbiórki, 1,5 przechwytu oraz 2,7 straty, wskaźnik efektywności to 10,8. W najlepszym meczu zdobył 29 punktów, trafiając 9/18 rzutów z gry.
16 lipca 2024, reprezentowany przez agencję Pick David, podpisał kontrakt na okres próbny, po czym z dniem 24 września 2024 oficjalnie został nowym zawodnikiem PGE Spójni Stargard. Były już trener Sebastian Machowski tak wówczas scharakteryzował nowego koszykarza na oficjalnej stronie drużyny:
Yehonatan to młody, ale już doświadczony rozgrywający, który grywał już dobre mecze w izraelskiej lidze. Był jednym z liderów w zespole, jak i w całej lidze, pod względem asyst. Świetnie gra pick-and-rolle, potrafi wykreować sytuację dla swoich kolegów z zespołu, ale również sam potrafi wykańczać akcje i rzucać za trzy punkty. Cieszę się, że udało nam się go sprowadzić do Stargardu, a dzięki temu, że ma polski paszport możemy podpisać go jako zawodnika z Polski.
W ramach przygotowania do sezonu 2024/2025, z już nowym trenerem Andrejem Urlepem, rozegrał kilka meczów, w tym grając 11 września z Kotwicą Kołobrzeg i 12 września 2024 z Kingami Szczecin podczas XII Memoriału Romana Wysockiego, gdzie stargardzka drużyna zajęła drugie miejsce.